# Unterseeboot UB-84
Pour les autres navires du même nom, voir Unterseeboot 84.
L'Unterseeboot UB-84 est un sous-marin (U-Boot) allemand de type UB III utilisé par la Kaiserliche Marine pendant la Première Guerre mondiale. Il a été mis en service dans la marine impériale allemande le 31 octobre 1917.
L'UB-84 a été perdu le 7 décembre 1917 dans une collision en mer Baltique à 54° 35′ N, 10° 11′ E. Il a été renfloué plus tard et utilisé comme bateau d’entraînement. Le 26 novembre 1918, il est livré aux Français, conformément aux exigences de l’armistice avec l’Allemagne, et démantelé à Brest en 1921

## Conception
Comme tous les sous-marins de type UB III, l'UB-84 avait un déplacement de 516 tonnes en surface et de 647 tonnes en immersion. Ses moteurs lui permettaient de naviguer à 13,4 nœuds (24,8 km/h) en surface et à 7,5 nœuds (13,9 km/h) en immersion. Il avait une autonomie de 8180 milles marins (15150 km) à sa vitesse de croisière. L'UB-84 transportait 10 torpilles et était armé d’un canon de pont de 8,8 cm. L'UB-84 avait un équipage pouvant compter jusqu’à 3 officiers et 31 hommes. 

## Commandants
- Kapitänleutnant Max Bräutigam[5] : du 31 octobre au 1er décembre 1917